# Naojuki Fudžita
Naojuki Fudžita (* 22. červen 1987) je japonský fotbalista.

## Klubová kariéra
Hrál za Sagan Tosu a Vissel Kóbe.

## Reprezentační kariéra
Naojuki Fudžita odehrál za japonský národní tým v roce 2015 celkem 1 reprezentační utkání.

## Statistiky
| Japonsko | Japonsko | Japonsko |
| Roky     | Záp.     | Góly     |
| -------- | -------- | -------- |
| 2015     | 1        | 0        |
| Celkem   | 1        | 0        |